# غوردون ر. لوسون
غوردون ر. لوسون هو طبيب أسنان وسياسي كندي، ولد في 1 يونيو 1898، وتوفي في 27 أكتوبر 1954. انتخب عضو الجمعية التشريعية لنيو برونزويك ‏.